# Herbert Kickl
Herbert Kickl (Villach, 19 de octubre de 1968) es un político austriaco. Es el actual líder del Partido de la Libertad de Austria (FPÖ) desde 2021, y también se desempeñó como ministro del Interior de Austria de 2017 a 2019. Fue destituido de su cargo el 20 de mayo de 2019 a raíz del Caso Ibiza, aunque no estuvo personalmente involucrado. También se desempeñó como miembro del Consejo Nacional de Austria entre 2006 y 2017.

## Biografía
Entre 1995 y 2001, Herbert Kickl trabajó en la academia del Partido de la Libertad (FPÖ) hasta que fue ascendido en 2001 a subdirector general y, posteriormente, a director general de la Academia de la Libertad hasta 2006. Redactó los discursos de Jörg Haider y fue responsable de los eslóganes de campaña del FPÖ (por ejemplo, en 2010: "Sangre vienesa: demasiados extranjeros no hacen ningún bien"). Tras la ruptura del BZÖ con el Partido de la Libertad, Haider y Kickl se separaron y Kickl se convirtió en uno de los más duros críticos de Haider.
Fue nombrado ministro del Interior en el gobierno de Sebastian Kurz en diciembre de 2017. Como tal, fue una figura controvertida por sus acciones contra el Estado de Derecho, los inmigrantes o la libertad de prensa.
El 20 de mayo de 2019, en el contexto del escándalo Ibiza que llevó a la dimisión del vicecanciller Heinz-Christian Strache y a la convocatoria de elecciones parlamentarias anticipadas, su destitución del cargo de ministro del Interior provocó la dimisión de todos los ministros del FPÖ en el Gobierno de Kurz.
Como líder adjunto del FPÖ, organizó manifestaciones contra el gobierno de Kurz y su gestión de la crisis sanitaria.
Asumió el liderazgo del partido en junio de 2021 tras desbancar a su rival Norbert Hofer, después de varios meses de tensiones internas.
Kickl está casado y tiene un hijo.